# Gonolobus dussii
Gonolobus dussii är en oleanderväxtart som beskrevs av Krings. Gonolobus dussii ingår i släktet Gonolobus och familjen oleanderväxter. Inga underarter finns listade i Catalogue of Life.